# Shawn Sawyer
Pour les articles homonymes, voir Sawyer.
Shawn Sawyer est un patineur artistique canadien classé troisième au Canada en 2005 et 2006 derrière Jeffrey Buttle et Emanuel Sandhu. Il est renommé pour son incroyable flexibilité.

## Biographie

### Carrière sportive
Shawn Sawyer est né le 14 janvier 1985 à Edmundston (Nouveau-Brunswick). À neuf ans et après une expérience de trois ans au hockey, sport dans lequel il ne s'est jamais senti à sa place, Shawn décide de se lancer dans le patinage artistique.
Selon Shawn, « en patinage artistique, tout est un défi ». Shawn Sawyer a atterri son premier triple saut dès l'âge de 11 ans, le triple salchow, et il affirme que son apprentissage des sauts s'est effectué dans l'ordre normal.

## Palmarès
| Compétition                   | 2002    | 2003    | 2004    | 2005    | 2006    | 2007    | 2008    | 2009    | 2010    | 2011      |  |  |  |  |
| Jeux olympiques d'hiver       |         |         |         |         | 12e     |         |         |         |         |           |  |  |  |  |
| Championnats du monde         |         |         |         |         | 21e     |         |         |         |         |           |  |  |  |  |
| Quatre continents             |         |         |         | 6e      |         |         | 9e      |         | 7e      | 10e       |  |  |  |  |
| Championnats du Canada        |         | 6e      | 9e      | 3e      | 3e      | 4e      | 3e      | 5e      | 4e      | 2e        |  |  |  |  |
| Championnats du monde juniors | 11e     | 6e      | 10e     |         |         |         |         |         |         |           |  |  |  |  |
|                               |         |         |         |         |         |         |         |         |         |           |  |  |  |  |
| Grand Prix ISU                | 2001/02 | 2002/03 | 2003/04 | 2004/05 | 2005/06 | 2006/07 | 2007/08 | 2008/09 | 2009/10 | 2010/11\| |  |  |  |  |
| Skate America                 |         |         |         |         |         |         |         | 5e      | 2e      | 8e        |  |  |  |  |
| Skate Canada                  |         |         |         |         | 6e      | 4e      |         | 5e      |         |           |  |  |  |  |
| Coupe de Chine                |         |         |         |         |         |         | 7e      |         |         |           |  |  |  |  |
| Trophée de France             |         |         |         |         |         | 8e      |         |         |         |           |  |  |  |  |
| Coupe de Russie               |         |         |         | 4e      | 7e      |         |         |         | 8e      |           |  |  |  |  |
| Trophée NHK                   |         |         |         | 9e      |         |         | 9e      |         |         | 5e        |  |  |  |  |
|                               |         |         |         |         |         |         |         |         |         |           |  |  |  |  |

## Sources
- Barry Mittan, Canada's Sawyer Gets Jump on Competition for 2003 (page consultée le 17 février 2006) <http://www.goldenskate.com/articles/2002/091902.shtml>